# Onslow, Iowa
Onslow är en ort i Jones County i Iowa. Vid 2010 års folkräkning hade Onslow 197 invånare.